# ویگاسیو
ویگاسیو (به ایتالیایی: Vigasio) یک کومونه در ایتالیا است که در استان ورونا واقع شده‌است.

## خصوصیات
ویگاسیو ۳۰٫۸ کیلومترمربع مساحت و ۷٬۳۹۳ نفر جمعیت دارد و ۳۷ متر بالاتر از سطح دریا واقع شده‌است.